# Radical de Bring
En álgebra, un radical de Bring (por el profesor sueco Erland Bring) o ultraradical de un número complejo {\displaystyle a} es la raíz del polinomio
{\displaystyle x^{5}+x+a.\,}
La raíz se escoge de forma que el radical de un número real sea real y que el radical sea una función diferenciable de {\displaystyle a} en el plano complejo.
George Jerrard demostró que algunas ecuaciones quínticas se pueden resolver en forma cerrada utilizando radicales y radicales de Bring.

## Forma normal de la quíntica
Es muy difícil obtener soluciones directas de la ecuación quíntica con cinco coeficientes independientes en su forma más general:
{\displaystyle x^{5}+a_{4}x^{4}+a_{3}x^{3}+a_{2}x^{2}+a_{1}x+a_{0}=0\,}
Los diferentes métodos para resolver la quíntica que se han desarrollado, intentan simplificarla utilizando una transformación de Tschirnhaus para reducir el número de coeficientes independientes.

## Forma Principal de la quíntica
La forma normal de la quíntica se puede reducir en la que se conoce como forma principal de la quíntica, eliminando los coeficientes de tercer y cuarto grado:
{\displaystyle x^{5}+c_{2}x^{2}+c_{1}x+c_{0}=0\,}
Si las raíces de una quíntica normal y una principal están relacionadas por una transformación de Tschirnhaus cuadrática
{\displaystyle y_{k}=x_{k}^{2}+\alpha x_{k}+\beta \,}
los coeficientes {\displaystyle \alpha } y {\displaystyle \beta } se pueden determinar utilizando resultantes o por suma de las potencias de las raíces. Esto conduce a un sistema de ecuaciones en {\displaystyle \alpha } y {\displaystyle \beta }, consistente en una ecuación cuadrática y una lineal, y cualquiera de sus dos conjuntos de soluciones se puede usar para obtener los tres coeficientes de la quíntica principal.
Esta forma fue utilizada por Felix Klein para solucionar la quíntica.

## Forma de Bring-Jerrard
Es posible simplificar aún más y eliminar el término cuadrático, obteniendo la forma de Bring-Jerrard:
{\displaystyle x^{5}+d_{1}x+d_{0}=0\,}
En esta ocasión no funciona utilizar de nuevo la fórmula de la suma de potencias con una transformación de Tschirnhaus cúbica, ya que el sistema de ecuaciones resultante contiene una ecuación de sexto grado. Pero en 1796 Bring encontró una forma de evitar esto usando una transformación de Tschirnhaus cuártica para relacionar las raíces de una quintica principal con las de una quintica de Bring-Jerrard:
{\displaystyle z_{k}=x_{k}^{4}+\alpha x_{k}^{3}+\beta x_{k}^{2}+\gamma x_{k}+\delta \,}
El parámetro adicional que se obtiene de esta transformación de cuarto orden permitió a Bring disminuir el grado de los otros parámetros, proporcionándole un sistema de cinco ecuaciones con seis incógnitas en las que sólo hay ecuaciones cúbicas y cuadráticas. Este método también fue descubierto por George Jerrard en 1852, siendo probable que no estuviera enterado del trabajo previo de Bring.

## Identidad elíptica
El radical de Bring se puede representar usando funciones elípticas modulares. Se da la siguiente función quíntica:
{\displaystyle f(x)=x^{5}+x}
El inverso de esta función se puede expresar utilizando la fracción continua de Rogers-Ramanujan y la función theta de la siguiente manera:
{\displaystyle f^{\langle -1\rangle }(x)={\frac {S{\bigl \langle }q\{{\text{ctlh}}[{\tfrac {1}{2}}{\text{aclh}}({\tfrac {5}{4}}{\sqrt[{4}]{5}}\,x)]^{2}\}{\bigr \rangle }^{2}-R{\bigl \langle }q\{{\text{ctlh}}[{\tfrac {1}{2}}{\text{aclh}}({\tfrac {5}{4}}{\sqrt[{4}]{5}}\,x)]^{2}\}^{2}{\bigr \rangle }}{S{\bigl \langle }q\{{\text{ctlh}}[{\tfrac {1}{2}}{\text{aclh}}({\tfrac {5}{4}}{\sqrt[{4}]{5}}\,x)]^{2}\}{\bigr \rangle }^{2}}}\times }
{\displaystyle \times {\frac {1-R{\bigl \langle }q\{{\text{ctlh}}[{\tfrac {1}{2}}{\text{aclh}}({\tfrac {5}{4}}{\sqrt[{4}]{5}}\,x)]^{2}\}^{2}{\bigr \rangle }\,S{\bigl \langle }q\{{\text{ctlh}}[{\tfrac {1}{2}}{\text{aclh}}({\tfrac {5}{4}}{\sqrt[{4}]{5}}\,x)]^{2}\}{\bigr \rangle }}{R{\bigl \langle }q\{{\text{ctlh}}[{\tfrac {1}{2}}{\text{aclh}}({\tfrac {5}{4}}{\sqrt[{4}]{5}}\,x)]^{2}\}^{2}{\bigr \rangle }^{2}}}\times }
{\displaystyle \times {\frac {\vartheta _{00}{\bigl \langle }q\{{\text{ctlh}}[{\tfrac {1}{2}}{\text{aclh}}({\tfrac {5}{4}}{\sqrt[{4}]{5}}\,x)]^{2}\}^{5}{\bigr \rangle }\,\vartheta _{00}{\bigl \langle }q\{{\text{ctlh}}[{\tfrac {1}{2}}{\text{aclh}}({\tfrac {5}{4}}{\sqrt[{4}]{5}}\,x)]^{2}\}^{1/5}{\bigr \rangle }^{2}-5\,\vartheta _{00}{\bigl \langle }q\{{\text{ctlh}}[{\tfrac {1}{2}}{\text{aclh}}({\tfrac {5}{4}}{\sqrt[{4}]{5}}\,x)]^{2}\}^{5}{\bigr \rangle }^{3}}{2{\sqrt[{4}]{20}}\,{\text{sl}}[{\tfrac {1}{2}}{\sqrt {2}}\,{\text{aclh}}({\tfrac {5}{4}}{\sqrt[{4}]{5}}\,x)]\,\vartheta _{00}{\bigl \langle }q\{{\text{ctlh}}[{\tfrac {1}{2}}{\text{aclh}}({\tfrac {5}{4}}{\sqrt[{4}]{5}}\,x)]^{2}\}{\bigr \rangle }^{3}}}}
Fórmulas de definición e identidades importantes:
{\displaystyle R(z)=\tan {\biggl \{}{\frac {1}{2}}\arctan {\biggl [}{\frac {\vartheta _{00}(z^{1/2})^{2}}{2\vartheta _{00}(z^{5/2})^{2}}}-{\frac {1}{2}}{\biggr ]}{\biggr \}}^{2/5}\tan {\biggl \{}{\frac {1}{2}}\operatorname {arccot} {\biggl [}{\frac {\vartheta _{00}(z^{1/2})^{2}}{2\vartheta _{00}(z^{5/2})^{2}}}-{\frac {1}{2}}{\biggr ]}{\biggr \}}^{1/5}}
{\displaystyle S(z)=\tan {\biggl \{}{\frac {1}{2}}\arctan {\biggl [}{\frac {\vartheta _{00}(z)^{2}}{2\vartheta _{00}(z^{5})^{2}}}-{\frac {1}{2}}{\biggr ]}{\biggr \}}^{1/5}\cot {\biggl \{}{\frac {1}{2}}\operatorname {arccot} {\biggl [}{\frac {\vartheta _{00}(z)^{2}}{2\vartheta _{00}(z^{5})^{2}}}-{\frac {1}{2}}{\biggr ]}{\biggr \}}^{2/5}}
{\displaystyle \vartheta _{00}(z)=\prod _{k=1}^{\infty }(1-z^{2k})(1+z^{2k-1})^{2}}
{\displaystyle q(\varepsilon )=\exp[-\pi K({\sqrt {1-\varepsilon ^{2}}})K(\varepsilon )^{-1}]}
{\displaystyle K(r)=\int _{0}^{\pi /2}{\frac {1}{\sqrt {1-r^{2}\sin(\varphi )^{2}}}}\mathrm {d} \varphi }
{\displaystyle {\text{ctlh}}{\bigl [}{\tfrac {1}{2}}\mathrm {aclh} (s){\bigr ]}^{2}=(2s^{2}+2+2{\sqrt {s^{4}+1}})^{-1/2}({\sqrt {{\sqrt {s^{4}+1}}+1}}+s)}
{\displaystyle {\text{sl}}{\bigl [}{\tfrac {1}{2}}{\sqrt {2}}\,\mathrm {aclh} (s){\bigr ]}={\sqrt {{\sqrt {s^{4}+1}}-s^{2}}}}
Las expresiones de funciones en las últimas dos fórmulas involucran las funciones elípticas lemniscáticas y sus funciones inversas.
Para obtener descripciones más detalladas, consúltese el artículo Ecuación de quinto grado.
El hecho de que el módulo elíptico pueda determinarse exactamente mediante el método descrito fue descubierto por Charles Hermite y publicado en su artículo matemático Sur la résolution de l’Équation du cinquiéme degré Comptes rendus. La versión italiana del artículo de Charles Hermite incluye la fórmula para determinar el módulo elíptico en la página 258. Asimismo, los matemáticos rusos Prasolov y Solovyev exploraron la representación de la resolución elíptica de la forma Bring-Jerrard e inmortalizaron sus resultados en su trabajo Elliptic functions and elliptic integrals (Эллиптические функции и эллиптические интегралы).